# 塔耶特 (东比利牛斯省)
塔耶特（法語：Taillet，法語發音：[tajɛt] ⓘ）是法国东比利牛斯省的一个市镇，属于塞雷区。

## 地理
塔耶特（42°31'38"N, 2°40'20"E）面积10.02 平方千米，位于法国奧克西塔尼大區东比利牛斯省，该省份为法国大陆部分最南部的省份，涵盖了北加泰罗尼亚，北起奥德省，西接阿列日省和安道尔，南与西班牙接壤，东临地中海。
与塔耶特接壤的市镇（或旧市镇、城区）包括：卡尔梅耶、奥姆斯、雷内斯、蒙博洛、圣马萨尔。

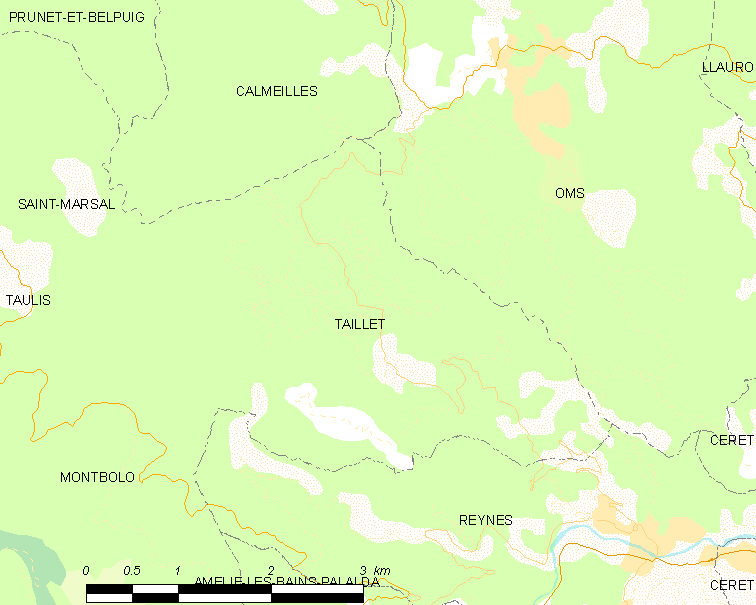
的OSM定位图

塔耶特的时区为UTC+01:00、UTC+02:00（夏令时）。

## 行政
塔耶特的邮政编码为66400，INSEE市镇编码为66199。

## 政治
塔耶特所属的省级选区为勒卡尼古县。

## 人口

1962-2008年间人口变化图示

塔耶特于2022年1月1日时的人口数量为106人。